# Dezardin Prosper
Dezardin Prosper (* 10. Juni 2000) ist ein mauritischer Leichtathlet, der sich auf den Hochsprung spezialisiert hat, aber auch im Weit- und Dreisprung an den Start geht.

## Sportliche Laufbahn
Erste Erfahrungen bei internationalen Meisterschaften sammelte Dezardin Prosper im Jahr 2019, als er bei den Juniorenafrikameisterschaften in Abidjan mit einer Weite von 15,33 m die Bronzemedaille im Dreisprung gewann und im Hochsprung mit 2,02 m den fünften Platz belegte. 2022 belegte er bei den Afrikameisterschaften im heimischen Port Louis mit 2,00 m den achten Platz im Hochsprung und im Jahr darauf siegte er mit 2,15 m bei den Spielen der Frankophonie in Kinshasa. 2024 belegte er dann bei den Afrikaspielen in Accra mit 2,10 m den siebten Platz und im Juni gelangte er bei den Afrikameisterschaften in Douala mit 2,00 m auf Rang zehn.
2021 wurde Prosper mauritischer Meister im Hoch- und Weitsprung sowie 2023 erneut im Hochsprung.

## Persönliche Bestleistungen
- Hochsprung: 2,15 m, 4. August 2023 in Kinshasa
- Weitsprung: 7,01 m (+2,5 m/s), 31. August 2021 in Réduit
- Dreisprung: 15,50 m, 5. Juli 2019 in Réduit